# Thobias Fredriksson
Karl Daniel Thobias Fredriksson (ur. 4 kwietnia 1975 w Gunnersnäs) – szwedzki biegacz narciarski, specjalista sprintu, medalista igrzysk olimpijskich i mistrzostw świata.

## Kariera
Po raz pierwszy na arenie międzynarodowej pojawił w marcu 1993 roku, startując na mistrzostwach świata juniorów w Harrachovie. Zdobył tam srebrny medal w sztafecie i brązowy w biegu na 10 km techniką klasyczną. Na rozgrywanych rok później mistrzostwach świata juniorów w Breitenwang zdobył brązowy medal w sztafecie, a w biegu na 10 km stylem klasycznym był szósty. Ponadto na mistrzostwach świata juniorów w Gällivare w 1995 roku zajął trzecie miejsce w biegu na 10 km stylem klasycznym, a w sztafecie był siódmy.
Na igrzyskach olimpijskich w Turynie zdobył wraz z Björnem Lindem złoty medal w sprincie drużynowym techniką klasyczną oraz brązowy medal w sprincie techniką dowolną. Zdobył także złoty medal w sprincie techniką dowolną podczas mistrzostw świata w Val di Fiemme, a ponadto brązowy medal w sprincie techniką klasyczną na mistrzostwach świata w Oberstdorfie. Nie wystartował w mistrzostwach świata w Sapporo z powodu nieporozumień z trenerem. Najlepsze wyniki w Pucharze Świata osiągnął w sezonie 2005/2006, kiedy to zajął 7. miejsce w klasyfikacji generalnej, a w klasyfikacji sprintu był drugi. W sezonach Puchar Świata w biegach narciarskich 2002/2003 i 2003/2004 wywalczył małą kryształową kulę w klasyfikacji sprintu.
Jego brat - Mathias Fredriksson również był biegaczem narciarskim.

## Osiągnięcia

### Igrzyska olimpijskie
| Miejsce | Dzień     | Rok  | Miejscowość    | Konkurencja                     | Czas biegu | Strata | Zwycięzca        |
| ------- | --------- | ---- | -------------- | ------------------------------- | ---------- | ------ | ---------------- |
| 17.     | 19 lutego | 2002 | Salt Lake City | Sprint st. dowolnym             | 2:56,9     | -      | Tor Arne Hetland |
| 1.      | 14 lutego | 2006 | Turyn          | Sprint drużynowy st. klasycznym | 17:02,9    | -      | -                |
| 3.      | 22 lutego | 2006 | Turyn          | Sprint st. dowolnym             | 2:26,5     | +1,3   | Björn Lind       |

### Mistrzostwa świata
| Miejsce | Dzień     | Rok  | Miejscowość   | Konkurencja                      | Czas biegu | Strata | Zwycięzca           |
| ------- | --------- | ---- | ------------- | -------------------------------- | ---------- | ------ | ------------------- |
| 11.     | 21 lutego | 2001 | Lahti         | Sprint stylem dowolnym           | 3:14,1     | -      | Tor Arne Hetland    |
| 1.      | 26 lutego | 2003 | Val di Fiemme | Sprint stylem dowolnym           | 3:12,1     | -      | -                   |
| 3.      | 22 lutego | 2005 | Oberstdorf    | Sprint stylem klasycznym         | 2:32,1     | +6,9   | Wasilij Roczew      |
| 9.      | 22 lutego | 2005 | Oberstdorf    | Sprint drużynowy stylem dowolnym | 14:08,6    | +50,6  | Norwegia            |
| 29.     | 24 lutego | 2009 | Liberec       | Sprint stylem dowolnym           | 3:00,8     | -      | Ola Vigen Hattestad |

### Mistrzostwa świata juniorów
| Miejsce | Dzień       | Rok  | Miejscowość | Konkurencja             | Wynik     | Strata  | Zwycięzca            |
| ------- | ----------- | ---- | ----------- | ----------------------- | --------- | ------- | -------------------- |
| 3.      | 2 marca     | 1993 | Harrachov   | 10 km stylem klasycznym | 30:46,5   | +45,2   | Mathias Fredriksson  |
| 2.      | 4 marca     | 1993 | Harrachov   | Sztafeta 4 × 10 km      | 2:00:20,1 | +2:03,4 | Norwegia             |
| 11.     | 6 marca     | 1993 | Harrachov   | 30 km stylem dowolnym   | 1:15:36,3 | +3:42,1 | Kjetil Juul Pedersen |
| 6.      | 26 stycznia | 1994 | Breitenwang | 10 km stylem klasycznym | 28:36,5   | +19,8   | Grigorij Gutnikow    |
| 3.      | 28 stycznia | 1994 | Breitenwang | Sztafeta 4 × 10 km      | 1:55:55,6 | +1:36,9 | Japonia              |
| 9.      | 30 stycznia | 1994 | Breitenwang | 30 km stylem dowolnym   | 1:18:07,8 | +2:10,4 | Mitsuo Horigome      |
| 3.      | 1 marca     | 1995 | Gällivare   | 10 km stylem klasycznym | 27:26,1   | +30,0   | Roman Mironow        |
| 7.      | 3 marca     | 1995 | Gällivare   | Sztafeta 4 × 10 km      | 1:51:54   | +4:36   | Włochy               |
| 15.     | 5 marca     | 1995 | Gällivare   | 30 km stylem dowolnym   | 1:22:35,2 | +3:08,2 | Pietro Broggini      |

### Puchar Świata

#### Miejsca w klasyfikacji generalnej
- sezon 1996/1997: 79.
- sezon 1997/1998: 30.
- sezon 1998/1999: 43.
- sezon 1999/2000: 73.
- sezon 2000/2001: 31.
- sezon 2001/2002: 30.
- sezon 2002/2003: 17.
- sezon 2003/2004: 9.
- sezon 2004/2005: 18.
- sezon 2005/2006: 7.
- sezon 2006/2007: 49.
- sezon 2007/2008: 64.
- sezon 2008/2009: 110.
- sezon 2009/2010: 96.

#### Zwycięstwa w zawodach
| Nr | Dzień       | Rok  | Miejscowość | Konkurencja            | Czas biegu | Przypisy |
| -- | ----------- | ---- | ----------- | ---------------------- | ---------- | -------- |
| 1. | 20 marca    | 2003 | Borlänge    | Sprint stylem dowolnym | -          | –        |
| 2. | 18 stycznia | 2004 | Nové Město  | Sprint stylem dowolnym | -          | –        |
| 3. | 5 marca     | 2004 | Lahti       | Sprint stylem dowolnym | -          | –        |
| 4. | 7 marca     | 2006 | Borlänge    | Sprint stylem dowolnym | -          | –        |
| 5. | 15 marca    | 2006 | Changchun   | Sprint stylem dowolnym | -          | –        |

#### Miejsca na podium chronologicznie
| Nr  | Dzień           | Rok  | Miejscowość            | Konkurencja              | Czas biegu | Pozycja | Strata | Zwycięzca             |
| --- | --------------- | ---- | ---------------------- | ------------------------ | ---------- | ------- | ------ | --------------------- |
| 1.  | 10 grudnia      | 1997 | Mediolan               | Sprint stylem dowolnym   | -          | 2       | -      | Ari Palolahti         |
| 2.  | 10 grudnia      | 1998 | Mediolan               | Sprint stylem dowolnym   | -          | 3       | -      | Mathias Fredriksson   |
| 3.  | 27 grudnia      | 1998 | Garmisch-Partenkirchen | Sprint stylem dowolnym   | -          | 2       | -      | Tor Arne Hetland      |
| 4.  | 29 grudnia      | 1998 | Kitzbühel              | Sprint stylem dowolnym   | -          | 2       | -      | Peter Schlickenrieder |
| 5.  | 14 stycznia     | 2001 | Soldier Hollow         | Sprint stylem dowolnym   | -          | 2       | -      | Cristian Zorzi        |
| 6.  | 6 stycznia      | 2002 | Val di Fiemme          | Sprint stylem dowolnym   | -          | 3       | -      | Trond Iversen         |
| 7.  | 26 października | 2002 | Düsseldorf             | Sprint stylem dowolnym   | -          | 2       | -      | Peter Larsson         |
| 8.  | 19 grudnia      | 2002 | Linz                   | Sprint stylem dowolnym   | -          | 2       | -      | Mikael Östberg        |
| 9.  | 6 marca         | 2003 | Oslo                   | Sprint stylem klasycznym | -          | 3       | -      | Håvard Bjerkeli       |
| 10. | 11 marca        | 2003 | Drammen                | Sprint stylem klasycznym | -          | 3       | -      | Jens Arne Svartedal   |
| 11. | 20 marca        | 2003 | Borlänge               | Sprint stylem dowolnym   | -          | 1       | -      | -                     |
| 12. | 25 października | 2003 | Düsseldorf             | Sprint stylem klasycznym | -          | 3       | -      | Peter Larsson         |
| 13. | 18 stycznia     | 2004 | Nové Město             | Sprint stylem dowolnym   | -          | 1       | -      | -                     |
| 14. | 24 lutego       | 2004 | Trondheim              | Sprint stylem dowolnym   | -          | 3       | -      | Janusz Krężelok       |
| 15. | 5 marca         | 2004 | Lahti                  | Sprint stylem dowolnym   | -          | 1       | -      | -                     |
| 16. | 4 grudnia       | 2004 | Berno                  | Sprint stylem dowolnym   | -          | 2       | -      | Tor Arne Hetland      |
| 17. | 22 października | 2005 | Düsseldorf             | Sprint stylem dowolnym   | -          | 3       | -      | Peter Larsson         |
| 18. | 7 marca         | 2006 | Borlänge               | Sprint stylem dowolnym   | -          | 1       | -      | -                     |
| 19. | 15 marca        | 2006 | Changchun              | Sprint stylem dowolnym   | -          | 1       | -      | -                     |